# منتوس
المنتوس هي علامة تجارية لسكاكر النعناع لمجموعة بيرفيتي فان ميلي الإيطالية الهولندية. المنتوج عبارة عن كريات حلوة متوفرة في عدة نكهات. صنع المنتوس لأول مرة في هولندا عام 1932. ويباع حاليًا في أكثر من 130 دولة حول العالم.
يباع المنتوس في لفافات، وفي بعض الدول يباع في علب بلاستيكية صغيرة، تحتوي اللفافة الواحدة على 14 حبة صغيرة شبه كروية الشكل، سطحها الخارجي صلب قليلًا، وداخلها رخو مطاطي. في 2015، العلامة التجارية عملت مع Pantone Colorwear لإعادة إنتاج مجموعة ألوان المنتوس.

## المكونات
تصنع حبات منتوس بنكهة النعناع من السكر، وشراب جلوكوز القمح، وزيت جوز الهند المهدرج، ونشا الأرز، والصمغ العربي، وسكروز إسترات الأحماض الدهنية، وصمغ الجيلان، وشمع الخارنوبا، وشمع العسل مع بعض النكهات الطبيعية. وتحتوي حبات المنتوس بنكهات الفواكه المختلفة على المكونات السابقة بالإضافة إلى حمض الستريك، ونسبة 1٪ من العصائر المركزة لفواكه مثل (الفراولة، والبرتقال، والليمون)، وبعض المواد الملونة مثل البيتا كاروتين، وجذور الشمندر.

## النكهات والمنتجات

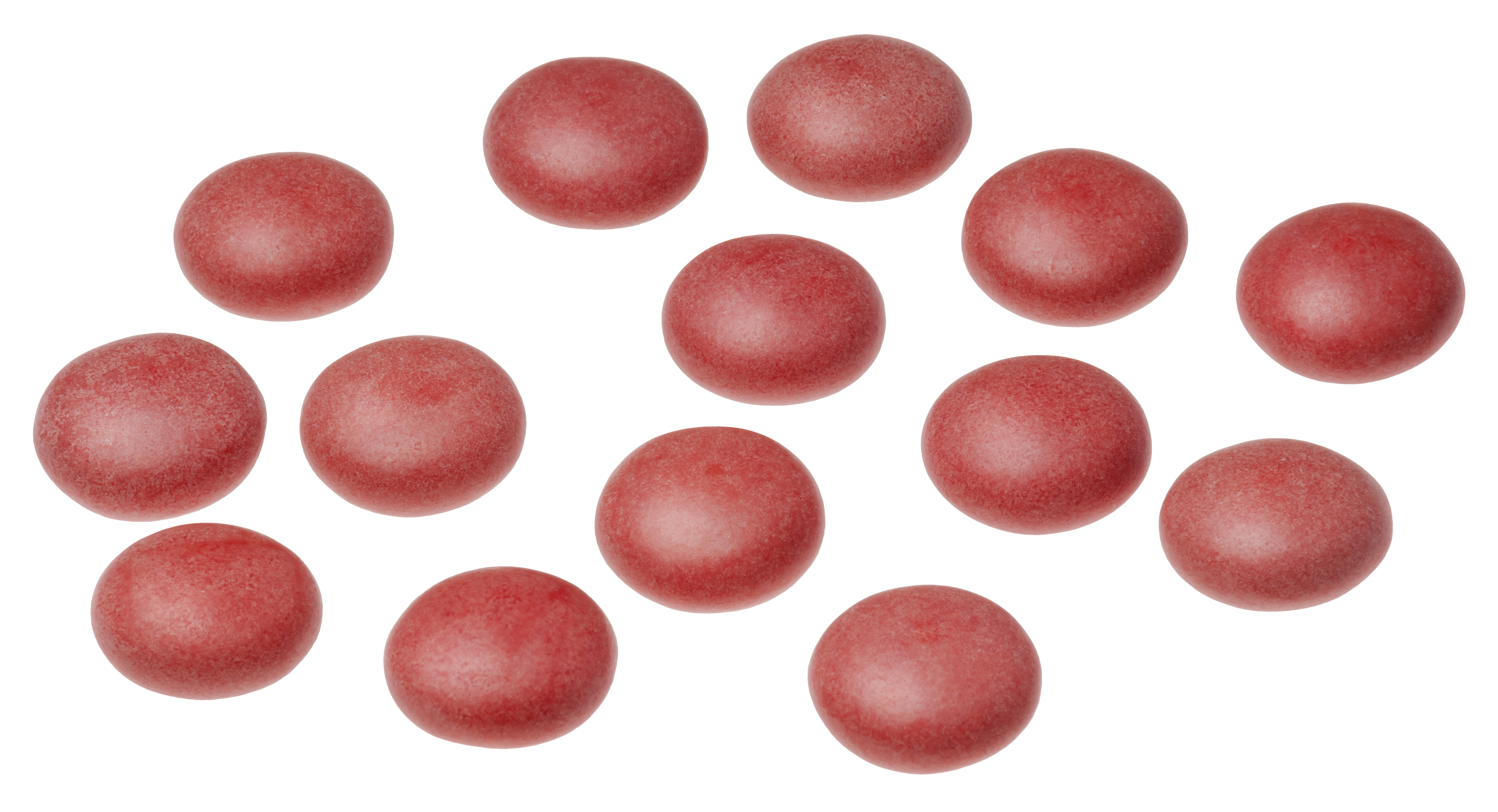
حبات منتوس بنكهة القرفة

تختلف نكهات المنتوس المتاحة في كل بلد، ويتوفر منتوس عمومًا بالعديد من النكهات مثل نكهة النعناع، والكولا، والقرفة، والعديد من نكهات الفواكه مثل البرتقال، والفراولة، والليمون، والتفاح الأخضر، والتفاح الأحمر، والعنب، والجريب فروت، والخوخ، والبرقوق، والأناناس، والكشمش، بالإضافة إلى نكهة مزيج من نكهات فواكه الكرز والفراولة والبرتقال والليمون.
ظهرت لفائف المنتوس لأول مرة بنكهة العرقسوس.
في عام 1989 أنتجت حبات المنتوس بالشوكولاتة إلا أن هذا المنتج قد توقف في عام 2006.
يباع منتوس الطاقة الذي يحتوي على مادة الكافيين بشكل رئيسي في أسواق ألمانيا، والذي تعادل كمية الكافيين الموجودة في لفة واحدة منه كمية الكافيين الوجودة في فنجانين من القهوة.
منذ أغسطس 2005 بدأت الشركة في استخدام محلي السكرالوز لإنتاج بعض أنواع المنتوس الخالية من السكر في بعض الدول مثل هولندا.
تستحوذ علكة منتوس على نحو 4٪ من سوق العلك في المملكة المتحدة.
يباع المنتوس عادةً في البلدان العربية مثل مصر، والمغرب في لفائف أصغر حجمًا ويعادل حجمها تقريبًا نصف حجم لفائف منتوس التي تباع في أوروبا والولايات المتحدة وكندا.

## المنتوس والمشروبات الغازية

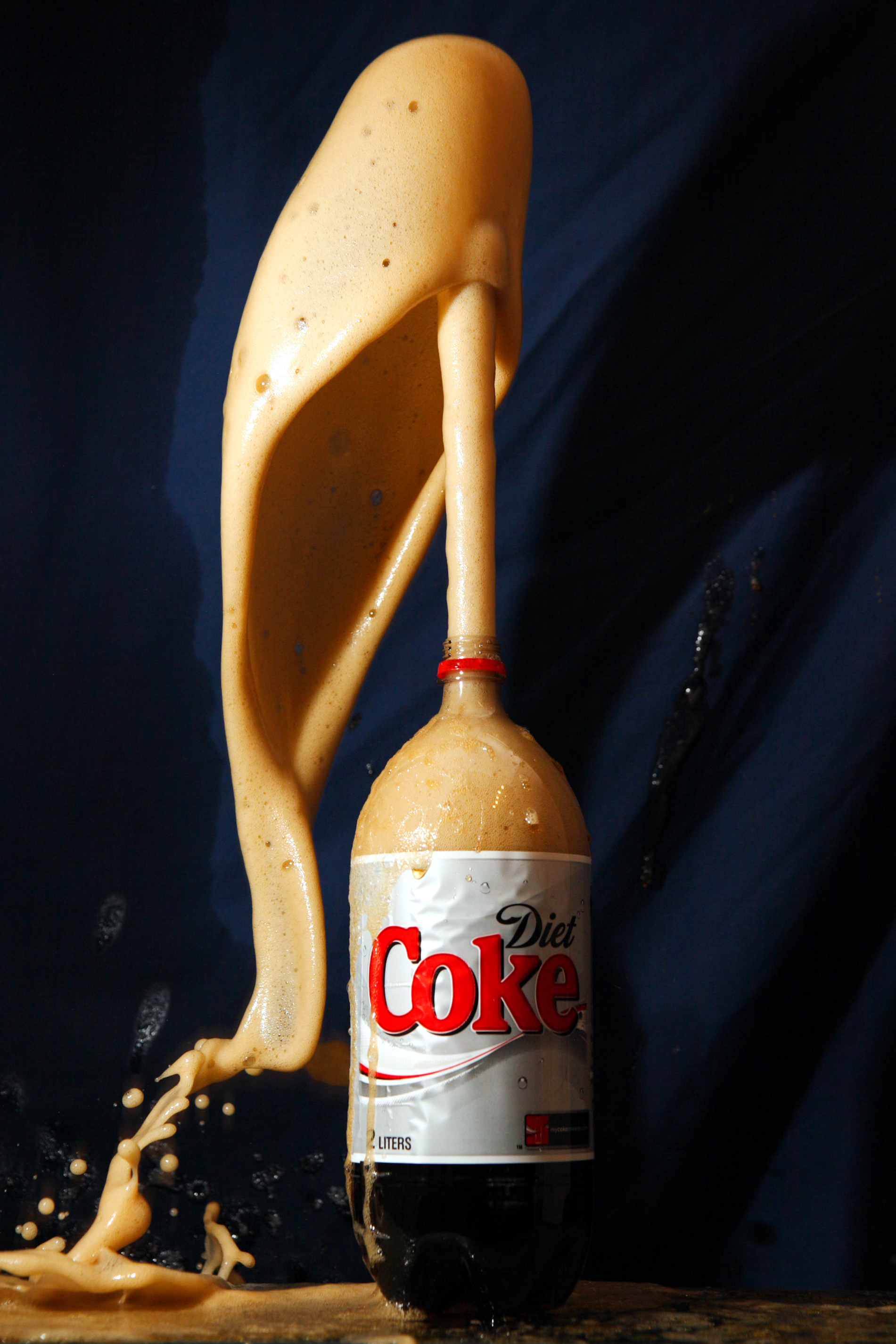
فوران واندفاع المشروب الغازي عند إذابة حبوب المنتوس به

تحدث حبات المنتوس فورانًا قويًا يشبه النافورة عند خلطها بالمشروبات الغازية، فسر مدرس الكيمياء لي ماريك في أحد البرامج في 14 سبتمبر 1999 ذلك بأن تفاعل مواد بنزوات البوتاسيوم، والأسبارتام الموجودة في المشروب الغازي، مع مكونات الجيلاتين والصمغ العربي الموجودة في حبات المنتوس يسرع من إطلاق غاز ثاني أكسيد الكربون في الماء المكربن (الصودا) وتساهم جميعها في إحداث هذا الفوران.
أكدت ورقة بحثية أعدتها تونيا كوفي عالمة الفيزياء في جامعة ولاية أبالاتشيان في بون بولاية نورث كارولينا الأمريكية، أن السطح الخشن لحبوب حلوى المينتوس يساعد في تسريع التفاعل، كما أن محلي الأسبارتام الموجود في المشروبات الغازية الخالية من السكر يقلل من التوتر السطحي ويسبب تفاعلًا أكبر.